# Martine Ouellet
Pour les articles homonymes, voir Ouellet.
Martine Ouellet [wɛlɛt], née le 8 avril 1969 à Longueuil, est une ingénieure mécanicienne et une femme politique québécoise.
Elle représente la circonscription de Vachon à l'Assemblée nationale du Québec sous la bannière du Parti québécois de 2010 à 2018. Elle est ministre des Ressources naturelles dans le gouvernement de Pauline Marois entre le 19 septembre 2012 et le 23 avril 2014.
Le 18 mars 2017, elle devient cheffe du Bloc québécois, et est la première femme élue cheffe du parti. Le 3 juin 2018, elle est défaite lors d'un vote de confiance ouvert à l'ensemble des 15 000 membres du parti : elle ne recueille alors que 32 % de suffrages favorables et annonce sa démission de la chefferie du Bloc québécois.
En mai 2021, elle revient en politique active en créant un nouveau parti politique provincial, Climat Québec.

## Biographie
Née à Longueuil le 8 avril 1969, Martine Ouellet complète des études de baccalauréat en génie mécanique à l'Université McGill à Montréal en 1992 puis complète un MBA de l'École des hautes études commerciales de Montréal en 1998.

### Carrière à Hydro-Québec
Elle entreprend en 1992 une carrière d'ingénieure de réseau de distribution au service d'Hydro-Québec. Elle occupe ensuite différents postes au sein de la division Distribution de l'entreprise, dont un passage à titre de responsable des ventes – Mines, métallurgie et fabrication, un secteur qui regroupe une centaine d'entreprises dont les ventes annuelles de 36,5 térawatts-heures représentent 20 % de l'électricité vendue par le distributeur québécois.
À titre de chef, Efficacité énergétique Grandes entreprises, elle est responsable de l'élaboration, de la mise en œuvre, du marketing et du suivi des programmes d'efficacité énergétique mis en place par Hydro-Québec dans le marché industriel. Elle intervient en outre auprès de la Régie de l'énergie du Québec dans le cadre des dossiers reliés au Plan global en efficacité énergétique (PGEÉ) entre 2004 et 2008.
En 2006, elle est mutée à la division Production de l'entreprise, à titre de chef des projets spéciaux. Elle y a notamment participé à l'élaboration du plan stratégique 2010-2020, en plus de coordonner la « revue diligente » menée par Hydro-Québec dans le cadre de l'acquisition avortée de la plupart des actifs d'Énergie NB en 2009 et 2010. Cette revue diligente a été évoquée par le premier ministre libéral Jean Charest le 24 mars 2010 comme motif de l'abandon de la transaction, d'abord chiffrée à 4,75 milliards de dollars.

### Carrière politique

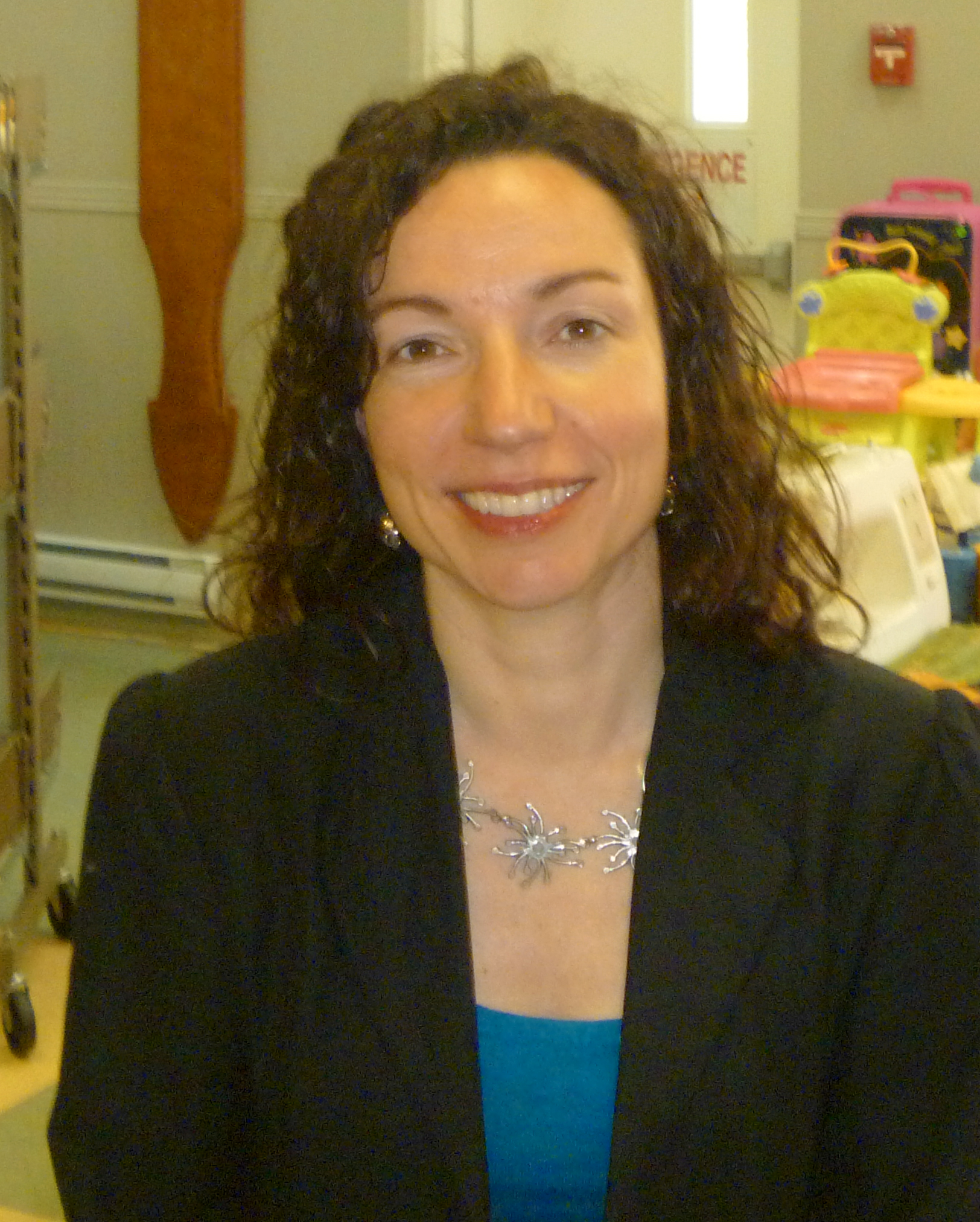
Martine Ouellet en 2014.

C'est plus particulièrement sous le gouvernement du Pauline Marois au Québec que Martine Ouellet prendra de l'importance en devenant ministre des Ressources naturelles du 19 septembre 2012 au 23 avril 2014. Puis, le 5 février 2017, Martine Ouellet se lance officiellement dans la course à la chefferie du Bloc québécois. Finalement devenue cheffe du Bloc québécois le 14 mars 2017, Martine Ouellet succède à Gilles Duceppe. Elle devient ainsi la première femme à être cheffe du Bloc québécois.

### Engagement communautaire et politique
(mai 2021).
- Membre du conseil d'administration de SPQ-Libre (2004-2007)
- Présidente, vice-présidente et porte-parole de la Coalition québécoise pour une gestion responsable de l’eau Eau Secours! (2001-2010)
- Participante à la tournée Relève pour la promotion des carrières scientifiques de l’Association de la recherche industrielle du Québec (ADRIQ) (2001-2007)
- Membre du conseil d’administration et responsable de la rédaction et de la négociation de la première convention collective du Centre de la petite enfance Mon petit Édouard (1999-2000)
- Membre du conseil d’administration et du conseil exécutif de la Société québécoise d’assainissement des eaux (SQAE) (1995-2002)
- Membre de l’exécutif national du Parti québécois et responsable du dossier de l’eau (1995-2000)
- Présidente et cofondatrice du Comité sur l’écologie et l’environnement du Parti québécois (1991-1995)
- Membre du comité national des jeunes du Parti québécois (1989-1991)
- Membre du Conseil régional de la Montérégie du Parti québécois (1989-1991)
- Membre, vice-présidente et conseillère de l’exécutif de la circonscription de Taillon (1987-1988)

Le 27 mai 2016, elle annonce sa candidature à la chefferie du Parti québécois, à la suite de la démission de Pierre Karl Péladeau.

### Engagement social et environnemental
Martine Ouellet milite au sein du Parti québécois depuis 1987. Elle est membre de l'exécutif de l'aile jeunesse du parti et occupe des fonctions au sein de son association locale ainsi qu'au niveau régional. Elle est membre de l'exécutif national du Parti québécois entre 1995 et 2000. Parallèlement à cet engagement politique, elle siège au conseil d'administration de son centre de la petite enfance en plus d'être active depuis 1995 dans des organismes à vocation environnementale. Dans le cadre de son engagement politique, elle s'intéresse notamment aux questions environnementales et énergétiques.
Intéressée à la question de la protection de l'eau, elle est responsable du mémoire déposé par le Parti québécois lors de la commission parlementaire sur la gestion de l’eau au Québec, en novembre 1999, un texte qui allait devenir la Politique nationale de l'eau, adoptée en 2002 sous la gouverne du ministre de l'Environnement, André Boisclair. Elle milite ensuite, de 2000 à 2010, au sein de la Coalition Eau Secours, dont les deux dernières à titre de présidente. À ce titre, elle est la porte-parole de cet organisme dans les dossiers de la gestion publique de l'eau et de sa commercialisation, aussi bien que sur des dossiers comme celui des cyanobactéries.

### La crise interne au Bloc québécois (février 2018)
À l’ouverture du congrès du Bloc québécois, en février 2018, Martine Ouellet, dans son discours d’ouverture, parle des « résistances au changement » de certains députés du bloc et du « coulage » d’informations.
Dans la semaine précédant le congrès, plusieurs médias québécois dévoilent le salaire d’un peu moins de 100 000 $ par année que demandait Martine Ouellet. Pour la cheffe, le parti serait plus efficace si « les joueurs/joueuses de notre propre équipe ne scoraient pas dans nos propres buts ».
Moins de 15 jours après le congrès, 70 % de la députation du BQ  quittent le parti en siégeant comme un bloc de députés indépendants voulant défendre les intérêts du Québec,.
Pour le député démissionnaire Louis Plamondon, « La nouvelle orientation, préconisée par la chef du Bloc québécois, subordonne les intérêts du Québec à la promotion de l’indépendance. Or, nous sommes justement indépendantistes parce que nous sommes convaincus que c’est dans l’intérêt du Québec ! »,.
Martine Ouellet, qui siège toujours comme députée indépendante à l’Assemblée nationale du Québec, annonce qu'elle « restait en place ». « Des gens disent que je suis contrôlante. Je suis mille fois moins contrôlante que Gilles Duceppe », confie Martine Ouellet au Journal de Montréal. Pour Ouellet, « j'ai l'appui du bureau national, j'ai eu l'appui du conseil général le 17 février, j'ai l'appui du forum jeunesse du Bloc québécois, du comité de la citoyenneté du Bloc québécois. »  Pour elle, « il y a beaucoup d'espace pour les députés qui souhaitent pouvoir continuer à plus se limiter à défendre les intérêts du Québec. »
Devant l'insistance de Martine Ouellet de demeurer cheffe, les appels au départ de Martine Ouellet à la tête du Bloc québécois se multiplient. L'ex-chef du BQ Gilles Duceppe croit qu'elle devrait admettre sa défaite et se retirer : « Un chef qui se voit contesté par 70 % du caucus devrait comprendre le message. Moi, être là, je comprendrais que je n’y ai plus ma place » déclare l'ex-chef ,. Pour le successeur de Gilles Duceppe, Daniel Paillé :  « le fondamental du parti [...], est resté à mon avis entre les mains de Plamondon et de Rhéal Fortin, et des autres. »  Cependant, pour Mario Beaulieu (ex-chef du BQ, actuel député bloquiste de La Pointe-de-l’île et président du BQ depuis 2014) « parler de souveraineté ne signifie pas de ne pas défendre les intérêts du Québec. Les deux notions sont complémentaires » et souhaite le retour au caucus des sept députés démissionnaires.
Le 3 juin 2018, elle est défaite lors d'un vote de confiance ouvert à l'ensemble des 15 000 membres du parti : elle ne recueille alors que 32 % de suffrages favorables. Le lendemain, elle annonce qu'elle quittera son poste de chef le 11 juin, après avoir participé à son dernier Bureau national du Bloc québécois.

### Nouveau parti politique
Le 14 mai 2021, elle annonce son retour en politique en créant Climat Québec, un nouveau parti politique provincial.
Martine Ouellet annonce son intention de se présenter à l'élection partielle dans la circonscription de Marie-Victorin. Cette circonscription est laissée vacante par Catherine Fournier à la suite de son élection à la mairie de Longueuil en novembre 2021. Elle termine à la sixième position en récoltant 310 votes, soit 1,9 % des suffrages.
Elle se présente à nouveau aux élections générales de 2022 dans Marie-Victorin où elle reçoit moins de 1 % des votes. Le parti reçoit un total de 8 644 votes (0,21 %) dans la province.

## Publications
- 2015 : Mieux d'état
- 2019 : Horizon 2030 : choisir un Québec climato-économique
- 2020 : Martine Ouellet, oser déranger

## Résultats électoraux
|                                                                                               | Nom                    | Parti              | Nombre de voix | %      | Maj.  |
| --------------------------------------------------------------------------------------------- | ---------------------- | ------------------ | -------------- | ------ | ----- |
|                                                                                               | Pascal Paradis         | Parti québécois    | 11 327         | 44,1 % | 5 853 |
|                                                                                               | Marie-Anik Shoiry      | Coalition avenir   | 5 474          | 21,3 % | -     |
|                                                                                               | Olivier Bolduc         | Québec solidaire   | 4 491          | 17,5 % | -     |
|                                                                                               | Élise Avard Bernier    | Libéral            | 2 270          | 8,8 %  | -     |
|                                                                                               | Jesse Robitaille       | Conservateur       | 1 558          | 6,1 %  | -     |
|                                                                                               | Martine Ouellet        | Climat Québec      | 308            | 1,2 %  | -     |
|                                                                                               | Kadidia Mahamane Bamba | Vert               | 152            | 0,6 %  | -     |
|                                                                                               | Lucie Perreault        | Démocratie directe | 41             | 0,2 %  | -     |
|                                                                                               | Jean Duval             | Indépendant        | 35             | 0,1 %  | -     |
|                                                                                               | Steve Therion          | Équipe autonomiste | 28             | 0,1 %  | -     |
| Total                                                                                         | Total                  | Total              | 25 684         | 100 %  |       |
| Le taux de participation lors de l'élection était de 55,3 % et 251 bulletins ont été rejetés. |                        |                    |                |        |       |

|                                                                                               | Nom                        | Parti              | Nombre de voix | %      | Maj.  |
| --------------------------------------------------------------------------------------------- | -------------------------- | ------------------ | -------------- | ------ | ----- |
|                                                                                               | Shirley Dorismond          | Coalition avenir   | 9 212          | 33,1 % | 2 299 |
|                                                                                               | Pierre Nantel              | Parti québécois    | 6 913          | 24,8 % | -     |
|                                                                                               | Shophika Vaithyanathasarma | Québec solidaire   | 6 307          | 22,7 % | -     |
|                                                                                               | Lyes Chekal                | Libéral            | 2 793          | 10 %   | -     |
|                                                                                               | Lara Stillo                | Conservateur       | 1 952          | 7 %    | -     |
|                                                                                               | Vincent Aquin-Belleau      | Vert               | 308            | 1,1 %  | -     |
|                                                                                               | Martine Ouellet            | Climat Québec      | 260            | 0,9 %  | -     |
|                                                                                               | Pierre Chénier             | Marxiste-léniniste | 48             | 0,2 %  | -     |
|                                                                                               | Florent Portron            | Équipe autonomiste | 27             | 0,1 %  | -     |
| Total                                                                                         | Total                      | Total              | 27 820         | 100 %  |       |
| Le taux de participation lors de l'élection était de 61,6 % et 418 bulletins ont été rejetés. |                            |                    |                |        |       |

|                                                                                               | Nom                        | Parti                               | Nombre de voix | %      | Maj. |
| --------------------------------------------------------------------------------------------- | -------------------------- | ----------------------------------- | -------------- | ------ | ---- |
|                                                                                               | Shirley Dorismond          | Coalition avenir                    | 5 697          | 35 %   | 797  |
|                                                                                               | Pierre Nantel              | Parti québécois                     | 4 900          | 30,1 % | -    |
|                                                                                               | Shophika Vaithyanathasarma | Québec solidaire                    | 2 316          | 14,2 % | -    |
|                                                                                               | Anne Casabonne             | Conservateur                        | 1 696          | 10,4 % | -    |
|                                                                                               | Émilie Nollet              | Libéral                             | 1 130          | 6,9 %  | -    |
|                                                                                               | Martine Ouellet            | Climat Québec                       | 310            | 1,9 %  | -    |
|                                                                                               | Alex Tyrrell               | Vert                                | 142            | 0,9 %  | -    |
|                                                                                               | Shawn Lalande McLean       | Accès propriété                     | 42             | 0,3 %  | -    |
|                                                                                               | Michel Blondin             | Parti pour l'indépendance du Québec | 21             | 0,1 %  | -    |
|                                                                                               | Michel Lebrun              | Union nationale                     | 17             | 0,1 %  | -    |
|                                                                                               | Philippe Tessier           | Indépendant                         | 17             | 0,1 %  | -    |
|                                                                                               | Florent Portron            | Équipe autonomiste                  | 11             | 0,1 %  | -    |
| Total                                                                                         | Total                      | Total                               | 16 299         | 100 %  |      |
| Le taux de participation lors de l'élection était de 36,1 % et 188 bulletins ont été rejetés. |                            |                                     |                |        |      |

|                                                                                             | Nom                        | Parti            | Nombre de voix | %      | Maj. |
| ------------------------------------------------------------------------------------------- | -------------------------- | ---------------- | -------------- | ------ | ---- |
|                                                                                             | Martine Ouellet (sortante) | Parti québécois  | 11 983         | 33,1 % | 176  |
|                                                                                             | Michel Bienvenu            | Libéral          | 11 807         | 32,6 % | -    |
|                                                                                             | Stéphane Robichaud         | Coalition avenir | 9 164          | 25,3 % | -    |
|                                                                                             | Sébastien Robert           | Québec solidaire | 2 644          | 7,3 %  | -    |
|                                                                                             | Hugo Boutin-Sinotte        | Bloc pot         | 371            | 1 %    | -    |
|                                                                                             | Josée Létourneau           | Option nationale | 280            | 0,8 %  | -    |
| Total                                                                                       | Total                      | Total            | 36 249         | 100 %  |      |
| Le taux de participation lors de l'élection était de 75 % et 662 bulletins ont été rejetés. |                            |                  |                |        |      |

|                                                                                               | Nom                        | Parti                  | Nombre de voix | %      | Maj.  |
| --------------------------------------------------------------------------------------------- | -------------------------- | ---------------------- | -------------- | ------ | ----- |
|                                                                                               | Martine Ouellet (sortante) | Parti québécois        | 14 824         | 39,6 % | 3 729 |
|                                                                                               | Jean-François Roberge      | Coalition avenir       | 11 095         | 29,6 % | -     |
|                                                                                               | Linda Langlois Saulnier    | Libéral                | 7 966          | 21,3 % | -     |
|                                                                                               | Sébastien Robert           | Québec solidaire       | 1 890          | 5 %    | -     |
|                                                                                               | Pierre-André Beauchemin    | Vert                   | 808            | 2,2 %  | -     |
|                                                                                               | Sylvain Gauthier           | Option nationale       | 670            | 1,8 %  | -     |
|                                                                                               | Marc Joseph                | Coalition constituante | 197            | 0,5 %  | -     |
| Total                                                                                         | Total                      | Total                  | 37 450         | 100 %  |       |
| Le taux de participation lors de l'élection était de 78,7 % et 571 bulletins ont été rejetés. |                            |                        |                |        |       |

|                                                                                               | Nom                  | Parti               | Nombre de voix | %      | Maj.  |
| --------------------------------------------------------------------------------------------- | -------------------- | ------------------- | -------------- | ------ | ----- |
|                                                                                               | Martine Ouellet      | Parti québécois     | 7 863          | 59,2 % | 4 627 |
|                                                                                               | Simon-Pierre Diamond | Libéral             | 3 236          | 24,3 % | -     |
|                                                                                               | Alain Dépatie        | Action démocratique | 879            | 6,6 %  | -     |
|                                                                                               | Sébastien Robert     | Québec solidaire    | 727            | 5,5 %  | -     |
|                                                                                               | Yvon Rudolphe        | Vert                | 419            | 3,2 %  | -     |
|                                                                                               | Denis Durant         | Indépendant         | 98             | 0,7 %  | -     |
|                                                                                               | Régent Millette      | Indépendant         | 71             | 0,5 %  | -     |
| Total                                                                                         | Total                | Total               | 13 293         | 100 %  |       |
| Le taux de participation lors de l'élection était de 29,2 % et 174 bulletins ont été rejetés. |                      |                     |                |        |       |